# Сесилтон (Мериленд)
Сесилтон (енгл. Cecilton) град је у америчкој савезној држави Мериленд.

## Демографија
По попису из 2010. године број становника је 663, што је 189 (39,9%) становника више него 2000. године.
| Група             | 2000.       | 2010.       |
| Белци             | 342 (72,2%) | 524 (79,0%) |
| Афроамериканци    | 110 (23,2%) | 78 (11,8%)  |
| Азијати           | 0 (0,0%)    | 3 (0,5%)    |
| Хиспаноамериканци | 21 (4,4%)   | 47 (7,1%)   |
| Укупно            | 474         | 663         |